# Ectropothecium pinnatum
Ectropothecium pinnatum là một loài Rêu trong họ Hypnaceae. Loài này được Zanten mô tả khoa học đầu tiên năm 1964.